# 셰인 폴 맥기
셰인 폴 맥기(Shane Paul McGhie, 1993년 11월 26일 ~ )는 미국의 배우이다. 로스앤젤레스에서 태어났다.

## 영화
- 더 라스트 쉬프트 (2019년)
- 애프터 (2019년) - 랜든 역